# 小行星9899
小行星9899（英語：9899）是一颗围绕太阳公转的小行星。1996年3月12日，天文学家罗伯特·H·麦克诺特在赛丁泉山发现了此天体。
这颗小行星的绝对星等为342.34523等。